# William Eugene Smith
William Eugene Smith   (Wichita, 30 de desembre de 1918 - Tucson, 15 d'octubre de 1978) va ser un fotoperiodista estatunidenc conegut per la seva negativa a comprometre els estàndards professionals i les seves fotografies de la segona Guerra Mundial. Ha estat descrit com "potser el fotògraf nord-americà més important en el desenvolupament de l'assaig fotogràfic editorial". Els seus principals assajos fotogràfics inclouen fotografies de la Segona Guerra Mundial, les històries visuals d'un metge de camp nord-americà i una infermera llevadora, la clínica d'Albert Schweitzer al Àfrica Equatorial Francesa, la ciutat de Pittsburgh, i la contaminació que va danyar la salut dels residents de Minamata al Japó. La seva sèrie de 1948, Country Doctor, fotografiada per a Life, ara és reconeguda com "la primera història fotogràfica editorial ampliada".

## Biografia
William Eugene Smith va néixer a Wichita, Kansas, el 30 de desembre de 1918, fill de William H. Smith i la seva dona Nettie (de soltera Lee). En créixer, Smith s'havia fascinat pel vol i l'aviació. Quan Smith tenia 13 anys, va demanar diners a la seva mare per comprar fotografies d'avions. En canvi, la seva mare li va prestar la seva càmera i el va animar a visitar un aeròdrom local per fer les seves pròpies fotos. Quan va tornar amb la seva pel·lícula exposada, ella va desenvolupar les imatges per a ell a la seva pròpia cambra fosca improvisada.
Quan era adolescent, la fotografia s'havia convertit en la seva passió; va fotografiar activitats esportives a Cathedral High School i als 15 anys les seves fotos esportives van ser publicades per Vigil Cay, editor d'esports a Wichita Press. El 25 de juliol de 1934, The New York Times va publicar una foto de Smith del Riu Arkansas assecat en una placa de fang, prova dels esdeveniments meteorològics extrems que van ser devastadors al mig oest. Aquestes condicions meteorològiques van tenir un efecte desastrós sobre l'agricultura. El pare de Smith, que era comerciant de cereals, va veure com el seu negoci s' abocada la fallida i es va suïcidar.
Smith es va graduar a la Wichita North High School el 1936. La seva mare va utilitzar les seves connexions amb l'església catòlica per permetre a Smith obtenir una beca de fotografia que li va ajudar a finançar la seva matrícula a la Universitat de Notre Dame, però a la als 18 anys va deixar bruscament la universitat i es va traslladar a Nova York. El 1938 havia començat a treballar a Newsweek on es va fer conegut pel seu perfeccionisme i la seva personalitat espinosa. Smith finalment va ser acomiadat de Newsweek; més tard va explicar que Newsweek volia que treballés amb negatius de format més gran, però es va negar a abandonar la càmera Contax de 35 mm amb la qual preferia treballar. Smith va començar a treballar a la revista Life el 1939, construint ràpidament una forta relació amb l'aleshores editor d'imatges Wilson Hicks.

## Treball de guerra

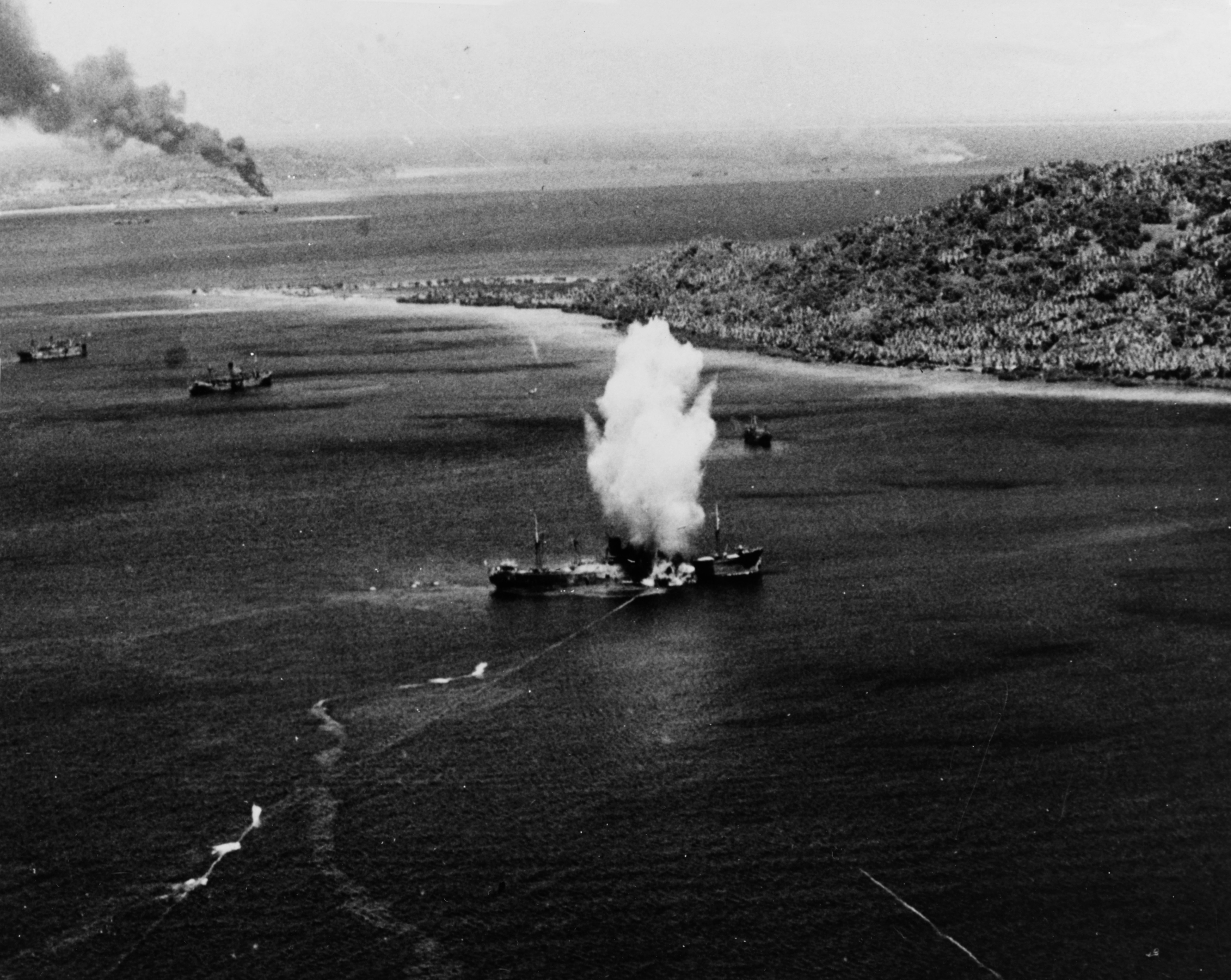
Un vaixell de càrrega japonès a l'atol de Truk és colpejat per un torpede llançat per un avió nord-americà el 1944. Per Smith.

El setembre de 1943, Smith es va convertir en corresponsal de guerra de Ziff-Davis Publishing i també va subministrar fotos a la revista Life. Smith va fer fotos a la primera línia al teatre del Pacífic de la Segona Guerra Mundial. Va estar amb les forces nord-americanes durant la seva ofensiva de salts d'illa contra el Japó, fotografiant U.S. Marines i presoners de guerra japonesos a Saipan, Guam, Iwo Jima i Okinawa. La consciència de Smith de la brutalitat del conflicte va aguditzar el focus de la seva ambició. Va escriure "No es pot criar una nació per matar i assassinar sense danyar la ment... És la raó per la qual estic cobrint la guerra perquè vull que les meves fotos portin algun missatge contra la cobdícia, l'estupidesa i les intoleràncies que provocar aquestes guerres i el trencament de molts cossos". Ben Maddow va escriure: "Les fotografies de Smith de 1943 a 1945 mostren el seu ràpid desenvolupament de talent a geni." L'any 1945, Smith va resultar greument ferit pel foc de morter mentre fotografiava la batalla d'Okinawa.
L'any 1946, va fer la seva primera fotografia des que va ser ferit: una foto dels seus dos fills passejant pel jardí de casa seva, que va anomenar The Walk to Paradise Garden. La fotografia es va fer famosa quan Edward Steichen va utilitzar com una de les imatges clau de l'exposició The Family of Man, que Steichen va comissariar el 1955. Després de passar dos anys sotmès a cirurgia, Smith va continuar treballant a Life fins al 1955.
Va treballar com a corresponsal per a la publicació Ziff-Davis, i de nou per a la revista Life; Smith va fotografiar la Segona Guerra Mundial des de les fronteres de les illes estatunidenques, realitzant les fotografies de l'ofensiva estatunidenca contra Japó i prenent fotos dels marines estatunidencs i dels presoners de guerra japonesos en Saipan, Guam, Iwo Jima i Okinawa. A Okinawa, Smith va ser ferit amb un morter. Un cop recuperat, i profundament decebut de la fotografia de guerra Smith va continuar la seva tasca en Life i va perfeccionar l'assaig fotogràfic, des de 1947 fins al 1954. El 1950, viatja fins al Regne Unit per cobrir les eleccions generals, on surt victoriós Clement Attlee, del Partit Laborista. L'editorial de la revista Life es mostrava en contra d'un govern laborista, però els assajos de Smith sobre Attlee eren molt positius. Finalment, un nombre limitat de fotografies de Smith de la classe obrera britànica va ser publicada en Life. A la dècada dels 50 s'uneix a l'Agència Magnum.
Smith es va tornar a separar de Life perquè la revista havia usat les seves fotografies en Albert Schweitzer. Va començar un projecte documental sobre Pittsburgh, i una sèrie de llibres dels seus assajos fotogràfics. En aquests llibres, Smith tenia un autèntic control sobre el procés d'edició de les fotografies del llibre, arribant a tenir una gran fama d'inconformista. Va morir el 1978 a causa de l'abús de drogues i alcohol.
La fundació W. Eugene Smith promou la "fotografia humanista", que des de 1980 premia als fotògrafs compromesos en aquest camp.
El febrer de 2020 es va estrenar a la Berlinale la pel·lícula Minamata, dirigida per Andrew Levitas i amb Johnny Depp en el paper de Smith, sobre la realització del seu treball Minamata durant la dècada del 1970, un assaig fotogràfic sobre els efectes que la contaminació per mercuri va provocar en aquesta localitat japonesa.

## Retorn a Arizona i mort
Smith va tornar de la seva estada a Minamata, Japó, el novembre de 1974, i, després de completar el llibre Minamata, es va traslladar a un estudi a la ciutat de Nova York amb una nova parella, Sherry Suris. Els amics de Smith estaven alarmats pel deteriorament de la seva salut i van organitzar que s'incorporés a la facultat d'ensenyament del Departament d'Art i del Departament de Periodisme de la Universitat d'Arizona. Smith i Suris es van traslladar a Tucson, Arizona el novembre de 1977. El 23 de desembre de 1977, Smith va patir un ictus massiu, però va fer una recuperació parcial i va continuar ensenyant i organitzant el seu arxiu. Smith va patir un segon ictus i va morir el 15 d'octubre de 1978. Va ser incinerat i les seves cendres van ser enterrades al cementiri rural de Crum Elbow, Hyde Park, Nova York.

## Fotografies i assajos fotogràfics notables
- (1944) fotografia en la qual un soldat estatunidenc a Saipan troba un nen ferit
- "The Walk to Paradise Garden" (1946) fotos dels seus dos fills caminant agafats de les mans
- "Country Doctor" (1948) assaig fotogràfic del Doctor Ernest Ceriani al petit poble de Kremmling, Colorado. Va ser la primera fotografia de l'anomenat "foto història", corrent del fotoperiodisme modern.
- Spanish Village(1950) assaig fotogràfic del poble extremeny de Deleitosa, realitzant 1575 fotografies i un informe de 24 pàgines per al reportatge. Es van tirar 22 milions d'exemplars entre l'original i les reedicions. L'objectivitat d'aquest reportatge ha estat molt qüestionada.
- "Nurse Midwife" (1951) assaig fotogràfic sobre la infermera Maude Callen, a Califòrnia del Sud
- A Man of Mercy (1954) assaig fotogràfic del Doctor Albert Schweitzer i el seu treball humanitari a la França Equatorial, Àfrica.
- "Pittsburgh" (1955) fotografies sobre la ciutat industrial en decadència. Un projecte per a l'Agència Magnum que inicialment era de tres setmanes i es va allargar durant un any.
- Haiti 1958-1959 assaig fotogràfic d'un Institut psiquiàtric a Haití.
- Minamata 1971-1975 (vegeu la foto) assaig fotogràfic sobre els efectes de la pol·lució industrial al poble pesquer de Minamata (prefectura de Kumamoto, Japó).